# Hilarographa rampayoha
Hilarographa rampayoha es una especie de polilla de la familia Tortricidae.
Fue descrita científicamente por Razowski en 2009.